# Coenosia africa
Coenosia africa este o specie de muște din genul Coenosia, familia Muscidae. A fost descrisă pentru prima dată de Mary Katherine Curran în anul 1935.
Este endemică în Tanzania. Conform Catalogue of Life specia Coenosia africa nu are subspecii cunoscute.